# Washington Terrace
Washington Terrace è un comune degli Stati Uniti d'America, nella contea di Weber nello Stato dello Utah.